# Рудертинг
Рудертинг (њем. Ruderting) општина је у њемачкој савезној држави Баварска. Једно је од 38 општинских средишта округа Пасау. Према процјени из 2010. у општини је живјело 3.038 становника. Посједује регионалну шифру (AGS) 9275144.

## Географски и демографски подаци
Рудертинг се налази у савезној држави Баварска у округу Пасау. Општина се налази на надморској висини од 450 метара. Површина општине износи 13,0 km². У самом мјесту је, према процјени из 2010. године, живјело 3.038 становника. Просјечна густина становништва износи 234 становника/km².